# Aruküla
Aruküla este un târgușor situat în partea de vest a Estoniei, în regiunea Harju. Este reședința comunei Raasiku.